# Saison 1 de Samantha qui ?
Chronologie
Saison 2 de Samantha qui ?
Cet article présente le guide des épisodes de la première saison de la série télévisée Samantha qui ?.

## Épisode 1:Le Réveil
- États-Unis : 15 octobre 2007
- France : 19 octobre 2008

## Épisode 2:Le Boulot
- États-Unis : 22 octobre 2007
- France : 19 octobre 2008

## Épisode 3:Le Mariage
- États-Unis : 29 octobre 2007
- France : 19 octobre 2008

## Épisode 4:La Vierge
- États-Unis : 5 novembre 2007
- France : 26 octobre 2008

## Épisode 5:L'Ordonnance restrictive
- États-Unis : 12 novembre 2007
- France : 26 octobre 2008

## Épisode 6:L'Hypnothérapeute
- États-Unis : 19 novembre 2007
- France : 26 octobre 2008

## Épisode 7:Le Premier Rendez-vous
- États-Unis : 26 novembre 2007
- France : 2 novembre 2008

## Épisode 8:La Voiture
- États-Unis : 3 décembre 2007
- France : 2 novembre 2008

## Épisode 9:Le Premier Nouvel Amour
- États-Unis : 10 décembre 2007
- France : 2 novembre 2008

## Épisode 10:La Petite Amie
- États-Unis : 7 avril 2008
- France : 9 novembre 2008

## Épisode 11:Le Patron
- États-Unis : 14 avril 2008
- France : 9 novembre 2008

## Épisode 12:Les Papillons
- États-Unis : 21 avril 2008
- France : 9 novembre 2008

## Épisode 13:L'Expo photo de Todd
- États-Unis : 28 avril 2008
- France : 16 novembre 2008

## Épisode 14:La Liaison
- États-Unis : 5 mai 2008
- France : 16 novembre 2008

## Épisode 15:L'Anniversaire
- États-Unis : 12 mai 2008
- France : 16 novembre 2008